# Ariobarzanes III. (Kappadokien)

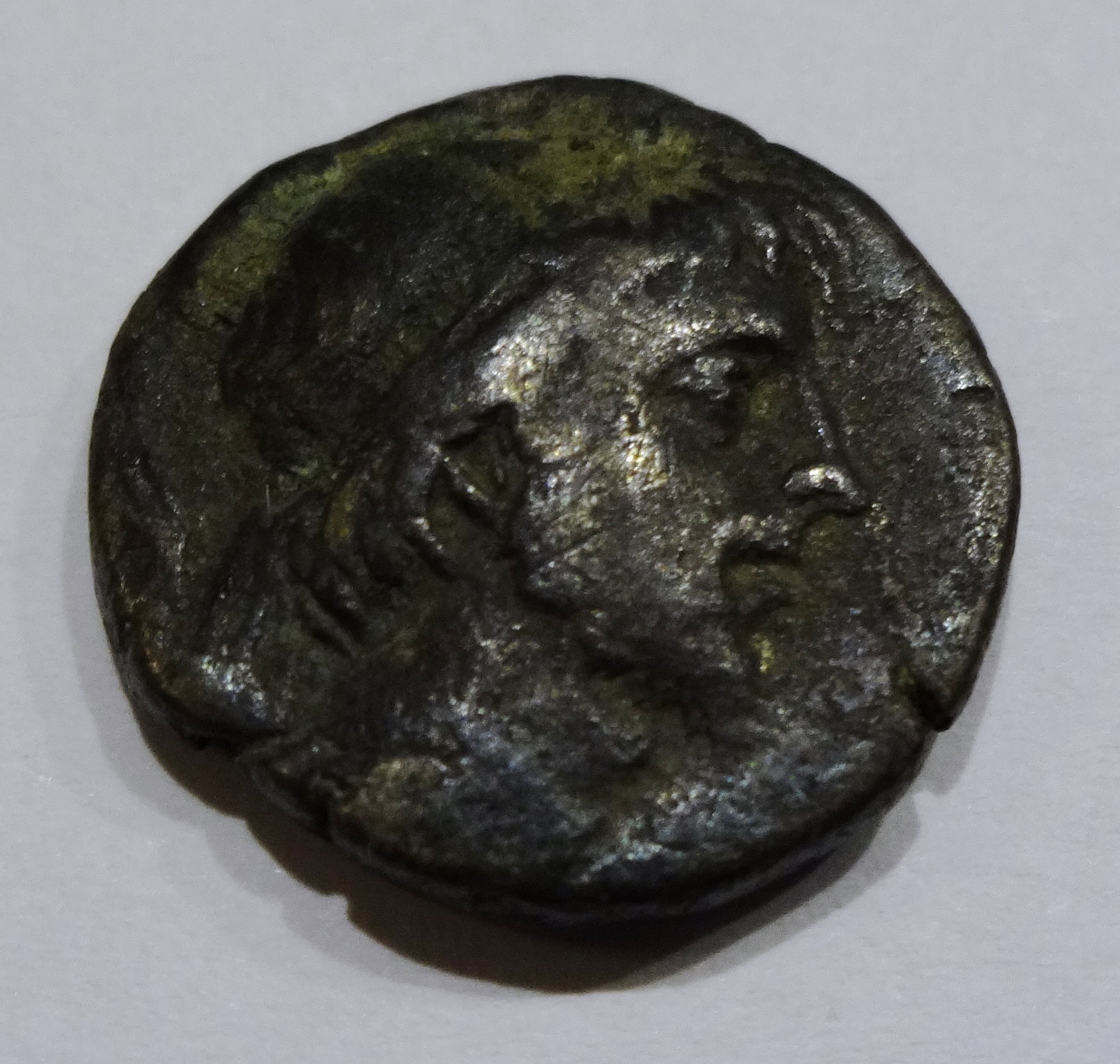
Ariobarzanes III. auf der Vorderseite einer Drachme Kappadokiens, 52–42 v. Chr.

Ariobarzanes III. Eusebes Philorhomaios (altgriechisch Ἀριοβαρζάνης Εὐσεβής Φιλορώμαιος Ariobarzánēs Eusebḗs Philorhōmaíos) war von 51 v. Chr. bis 42 v. Chr. König von Kappadokien. Er wurde vom römischen Senat als Nachfolger seines Vaters Ariobarzanes II. Philopator anerkannt. Laut dem römischen Redner Cicero, der damals Kilikien als Proconsul verwaltete, war Ariobarzanes III. am Hof von Feinden umgeben, zu denen auch seine Mutter gehörte. Bereits am Beginn seiner Herrschaft, 51 v. Chr., kam es gegen ihn zu einer Verschwörung, an der Archelaos, der mächtige Priesterfürst von Komana, teilnahm. Dieser war der Sohn des gleichnamigen Kurzzeit-Königs von Ägypten. Doch das Eingreifen Ciceros rettete Ariobarzanes III. seine Herrschaft, wie sich der Redner rühmte. Sehr erschwert wurde die Situation des kappadokischen Königs durch seine hohen Schulden bei hochrangigen Römern, insbesondere bei Gnaeus Pompeius Magnus.
Nach dem Ausbruch des Römischen Bürgerkriegs (49 v. Chr.) zwischen Pompeius und Gaius Iulius Caesar gehörte Ariobarzanes III. zu den östlichen Klientelfürsten, die Pompeius unterstützten. Caesar konnte seinen Gegenspieler in der Schlacht bei Pharsalos entscheidend besiegen. Inzwischen suchte Pharnakes II. das Großreich seines Vaters, des gefürchteten Römerfeindes Mithridates VI. von Pontos, wiederherzustellen. Auch Ariobarzanes III. war von dem Angriff betroffen und unterstützte daher Caesars Feldherrn Gnaeus Domitius Calvinus, der aber von Pharnakes geschlagen wurde. Erst Caesar selbst konnte die Situation bereinigen. Der Diktator beließ den kappadokischen König in seiner Position und erweiterte dessen Reich um einen Teil von Kleinarmenien, über den er wohl Ariarathes X., den jüngeren Bruder des Ariobarzanes III., als Unterkönig einsetzte.
Gaius Cassius Longinus, der 44 v. Chr. maßgeblich an der Ermordung Caesars beteiligt gewesen war und danach gemeinsam mit Marcus Iunius Brutus im Osten des Römischen Reichs gegen die Partei der Caesarianer rüstete, ließ Ariobarzanes III. 42 v. Chr. wegen mangelnder Unterstützung der Verschwörer töten und seinen Besitz plündern. Allerdings weichen die Quellen in den Details dieser Hinrichtung etwas voneinander ab. Auf Ariobarzanes III. folgte kurzzeitig sein jüngerer Bruder Ariarathes X., dem jedoch Archelaos mit Hilfe von Marcus Antonius den Thron erfolgreich streitig machte.